# Os temporal
L'os temporal és un os del crani que forma part de la volta per la seva porció escatosa, i de l'òrgan de l'oïda per les porcions petrosa i mastoide.